# Клот, Владимир Андреевич
Влади́мир Андре́евич Клот (1827—1888) — генерал-лейтенант, участник подавления польского мятежа, Крымской и русско-турецкой войны.

## Биография
Родился в православной семье дворян Новгородской губернии. 10 августа из камер-пажей был произведен в корнеты Лейб-Гвардейского Гродненского гусарского полка. Через три года, с 19 мая по 2 ноября 1849 года, Клот участвовал в походе гвардии к западным пределам Российской империи по случаю Венгерской войны. 6 декабря 1851 года был произведен в штабс-ротмистры. С 4 марта по 28 октября 1854 года он находился в составе войск, охранявших Финляндию, а в следующем году, с 17 апреля по 28 ноября, в составе войск, охранявших побережье Санкт-Петербургской губернии. С 1854 по 1855 год принимал участие в Крымской кампании.
С 12 июня по 24 сентября 1856 года находился в составе гвардейского отряда, собранного в Москве по случаю Священного Коронования Их Императорских Величеств и 30 августа был награждён орденом Святого Владимира 3 степени и через два года - орденом Святой Анны той же степени.12 апреля 1859 года был произведен в ротмистры, 30 августа 1860 года был награждён орденом Святого Станислава 2 степени, и уже в следующем году 9 декабря его назначили командиром 1-го эскадрона. Через год 6 декабря 1862 года Клоту присвоено звание полковника, с назначением во флигель-адъютанты к Его Императорскому Величеству и с оставлением в должности. В период с 1862—1863 года Клот неоднократно участвовал в мятежных банд в Царстве Польском. В 1863 году Клот находился в составе войск, усмирявших польский мятеж, и 17 августа при деревнях Крутино и Боровно, командуя отрядом кавалерии, разбил на голову скопище известного коновода польских банд Тачановского; за это отличие 17 ноября 1863 года он был награждён золотой саблей с надписью «За храбрость». 30 августа того же года получил орден Святого Владимира 2 степени с Императорской короной.
Сдав эскадрон 2 января 1865 года, Клот в конце декабря того же года был отчислен в Свиту Его Величества. 28 марта 1866 года он был назначен командиром 5-го Уланского Его Императорского Высочества Эрц-Герцога Австрийского Альберта полка, и в том же году 30 августа его наградили орденом Святого Станислава 1 степени. Позже Клот был назначен командиром 5-го уланского Литовского полка, которым и командовал несколько лет, до производства его в 1871 г. за особое отличие по службе в генерал-майоры. 27 июля 1875 года был назначен командиром 1-й бригады 2-й гвардейской кавалерийской дивизий и 3 сентября 1876 года награждён орденом Святой Анны 1 степени. В августе месяце 1877 года, когда по случаю войны с турками была мобилизована гвардия и Клот с бригадой 4 сентября выступил в поход, перешел границу и 25 августа вступил в Румынию и 14 сентября переправился через Дунай.
В течение всей кампании Клот участвовал во многих сражениях, так например 12 октября под Горним-Дубняком, 16 октября при взятии отрядом генерала Гурко Телешинской укрепленной позиции, 28 октября при взятии города Вратцы, 10 ноября при Новачене. С 15 декабря 1877 года и по 11 января 1878 года Клот командовал всей кавалерией, действовавшей по другую сторону Балкан, причем участвовал в сражении при Таш-Кессене и в трехдневном бою при Филипполем. 21 августа 1878 года награждён золотой саблей, украшенной бриллиантами и орденом Святого Владимира 2 степени.
Болезненное состояние, следствие войны, заставило Владимира Андреевича бросить строевую службу, и высочайшим приказом 18 августа 1880 года он отчислен от командования бригадой с оставлением в Свите Его Величества и с зачислением по армейской кавалерии. В том же году он назначен членом попечительного совета заведений общественного призрения в Санкт-Петербурге, в 1881 году произведен в генерал-лейтенанты с зачислением по запасным войскам. В 1884 году по болезни вышел в отставку.
Скончался Клот Владимир Андреевич 5 июля 1888 года. Клот был женат на Софье Алексеевне Козловой, дочери отставного штабс-капитана Александра Павловича. В браке у них 14 августа 1866 года родился сын Андрей. Похоронен в родовом имении деревня Теребня (ныне — Волокского с.п. Боровичского района Новгородской области).